# Gerhard Stein (Diplomat)
Gerhard Stein (* 28. November 1922 in Oelsnitz/Erzgeb.; † 19. Januar 1987) war ein deutscher Diplomat. Er war Botschafter der DDR in mehreren Staaten des Südlichen Afrikas.

## Leben
Stein leistete ab 1941 Kriegsdienst in der Wehrmacht und geriet in  amerikanische Kriegsgefangenschaft. Nach Kriegsende trat er 1946 der SED bei. Zwischen 1946 und 1960 war er Lehrer später Direktor einer EOS. Er absolvierte ein Fernstudium an der Pädagogischen Hochschule in Potsdam.
Ab 1960 war er Angehöriger des Diplomatischen Dienstes der DDR und Mitarbeiter im Ministerium für Auswärtige Angelegenheiten der DDR. Ab 1964 wirkte er als Zweiter Sekretär bzw. Botschaftsrat an der DDR-Botschaft in Sansibar, ab 1965 als amtierender Leiter des DDR-Generalkonsulats in Sansibar. Später war er Mitarbeiter an DDR-Vertretungen in Ägypten, Tansania und Guinea. Von 1974 bis 1979 war er Botschafter der DDR in Sambia, ab Mai 1977 zusätzlich in Lesotho und ab Oktober 1977 zusätzlich in Botswana akkreditiert.

## Auszeichnungen
- Vaterländischer Verdienstorden in Bronze (1976)
- Verdienstmedaille der DDR